# オカダインターナショナル
株式会社オカダインターナショナルはSadowsky TYOなどを運営する日本の楽器卸売会社。

## Sadowsky TYO
サドウスキーの代理店であったオカダインターナショナルがライセンス認可を受け、1997年にサドウスキーの元従業員の菊地嘉幸をチーフ・ルシアーとして迎えて設立したブランド。主にRedHouse製造の元、サドウスキーの量産ベースギターシリーズであるMetro Bassの監修や、日本国内向けのエレキギターシリーズであるMetrolineなどを企画販売している部署である。

## 主な取り扱いブランド
- エレキギター・ベース
  - サドウスキー
  - サー
  - b3
  - Three dots guitar

- アンプ・エフェクター
  - CAJ
  - Custom Audio Electronics
  - Fractal Audio Systems
  - Koch
  - Fryette

- ピックアップ
  - サー
  - EMG